# Azra Akin
Azra Akin, född 8 december 1981 i Nederländerna av turkiska föräldrar, vann Miss World-tävlingen som hölls i London 2002. 1998 fick hon titeln Elite Model Look 1998 of Turkey. Förutom som modell har Azra Akin även jobbat inom skådespelarbranschen.